# Герб Башкортостана
Герб Республики Башкортостан (баш. Башҡортостан Республикаһының Дәүләт гербы) — государственный символ Республики Башкортостан. Утверждён законом республики «О Государственном гербе Республики Башкортостан» от 12 октября 1993 года, переутверждён 6 июля 1999 года. Числится за № 164 в Государственном геральдическом регистре Российской Федерации.

## Описание
Герб Республики Башкортостан представляет собой изображение памятника Салавату Юлаеву на фоне восходящего Солнца и его лучей, вписанное в круг, обрамлённый национальным орнаментом. Ниже изображено соцветие курая, символ мужества народов. Лента, окрашенная в цвета государственного флага Республики Башкортостан, с надписью по белому полю: «Башҡортостан». В цветовом изображении герба памятник Салавату Юлаеву и орнамент — золотистого, цветок курая — зелёного, восходящее солнце — светло-золотистого, лучи солнца — жёлтого, фон между памятником и орнаментом — белого, внутренняя и наружные окружности — тёмно-золотистого цветов.
Салават Юлаев — башкирский национальный герой, народный поэт, воспевавший подвиги башкирских батыров, родную природу, его творчество проникнуто духом борьбы против всякого гнёта, передавалось из уст в уста. Однако на гербе изображена не конкретная личность. Памятник Салавату Юлаеву — обобщённый образ джигита-воина, борца за свободу и справедливость, он символизирует дружбу и единение народов Башкортостана.
Автор герба — Фазлетдин Фаррахович Ислахов.

## История
В 1918 году башкирским правительством во главе с Ахметом Заки Валиди было принято Положение об автономии Малой Башкирии, согласно которому в разделе «О печати, гербе, флаге и знамени» в статье 90 указано, что Башкирия имеет большую печать, герб, флаг и войсковое знамя.
V Всебашкирский съезд Советов, проходивший 21–27 марта 1925 г. в Уфе, принял Конституцию Автономной Башкирской Социалистической Советской Республики. В ней указывалось, что республика имеет свой государственный флаг и государственный герб. БашЦИК объявил конкурс на составление герба, и к 9 октября поступило пять проектов (художники А.Тюлькин, Г. Черкашенин).
В 1925 году Башкирский ЦИК утвердил проект герба БАССР, автором которого стал А. Э. Тюлькин. В центре герба был изображён скачущий всадник в обрамлении из венка из колосков; герб был увенчан красной звездой. Но центральные власти не утвердили решение Башкирского ЦИКа. 21—27 марта 1925 года на 5 съезде Советов БАССР была утверждена Конституция БАССР, где в главе VIII было упоминание о гербе. Конституция также не была утверждена центральными властями (ВЦИК).
- Проект герба Автономной Башкирской ССР 1925 года. Утверждён не был.
- Проект герба Автономной Башкирской ССР 1925 года. Утверждён не был.
- Проект герба Автономной Башкирской ССР 1925 года. Утверждён не был.
- Проект герба Автономной Башкирской ССР 1925 года. Утверждён не был.

Конституция (Основной Закон) Башкирии была принята Х съездом Советов 23 июня 1937 года. Герб и флаг описывались в статьях 111 и 112. Герб повторял герб РСФСР, но были добавлены надписи на башкирском языке. 30 мая 1978 года 8-я внеочередная сессия Верховного Совета БАССР 9-го созыва приняла новую Конституцию Башкирской АССР. Герб описывался в статье 157, а флаг в статье 158. В общем государственные символы остались без изменений. Только на гербе добавилась красная пятиконечная звезда вверху.

## Галерея
- Герб Автономной Башкирской ССР 1925—1937.
- Герб Башкирской АССР 1937—1978.
- Герб Башкирской АССР 1978—1992.